# Francisco Julião
Francisco Julião Arruda de Paula (Bom Jardim, 16 février 1915 — Cuernavaca, 10 juillet 1999) est un avocat, politicien et écrivain brésilien.
Il nait dans l'Engenho Boa Esperança dans l'Agreste du Pernambouc. Avocat formé en 1939, à Recife, il est le dirigeant, en 1955, des ligues paysannes (organisation communiste dont les objectifs sont la lutte pour la distribution de terres et pour les droits des paysans) dans l'Engenho Galileio.

## Vie politique
Julião est député d'État durant deux législatures. Élu député fédéral pour le Pernambouc en 1962, il est cassé et emprisonné en 1964.
À sa libération en 1965, il est "invité" à s'exiler. Il se rend au Mexique où il demeure jusqu'à son amnistie en 1979. En 1966, à Mexico, il rencontre André Gorz. Allié de Leonel Brizola, il s'affilia au Parti démocratique travailliste et essaya, sans succès, d'être élu député fédéral en 1986.

## Une erreur historique
Selon certains, Julião est le fondateur des ligues paysannes. Cependant, il déclare que, de 1940 à 1955, il est, en réalité, seulement avocat des paysans.
Selon ses propres déclarations :

« Je n'ai pas fondé la ligue — elle fut fondée par un groupe de paysans qui me la présenta pour que j'aide. La première ligue fut celle de Galileia fondée le 1er janvier 1955 et qui s'appelait Sociedade Agricola et Pecuária dos Plantadores de Pernambuco (Société agricole et d'élevage des planteurs du Pernambouc). Ce fut un groupe de paysans avec une certaine expérience politique, qui avait déjà milité dans des partis, avec de bonnes idées, qui avait fondé l'affaire, mais il fallait un avocat et j'étais connu dans la région. Une commission vint chez moi, me présenta les statuts et dit « il existe une association et nous désirons que vous soyez notre avocat ». J'ai accepté immédiatement. C'est ainsi que j'ai pris l'affaire. Par coïncidence, je venais d'être élu député d'État pour le Parti Socialiste et dans la tribune politique, je devins un important défenseur des paysans. »

Durant ces quinze ans, Julião parcourt les champs de canne à sucre de la Zona da Mata (pt) de Pernambouc, conquérant la confiance des paysans comme avocat. Il a fait son choix. Il ne voulait plus défendre les puissants. Transformé en leader des ligues paysannes, Julião est considéré comme un « saint » entre les sans-terres. Pour ceux qu'il combat, il est appelé agitateur, incendiaire, communiste. Julião remerciait du titre d'agitateur disant qu'il le fut toujours « mais dans la loi ». Finalement, « vous devez agiter même les médicaments avant de les utiliser…  » Selon lui, il ne fut jamais communiste. Il avait des divergences avec les communistes et ne se considérait pas marxiste, mais Chardiniste. Il suivait Teilhard de Chardin, le théologien avancé de l'église. Ce que peu de gens savent c'est que Julião, avec Otávio Mangabeira (pt), est un des fondateurs du Parti socialiste brésilien.

## Mémoires
En 1988, après les élections, il se rend au Mexique pour y écrire ses mémoires. En 1991, il revient au Brésil. En 1997, il retourne au Mexique où il meurt des suites d'un infarctus.

## Œuvres littéraires
- Cachaça (1951)
- Irmão Juazeiro (1961)
- O que são as Ligas Camponesas (1968)
- Até Quarta, Isabela (1965)
- Cambão: La cara Oculta de Brasil (1968)
- Escuta Camponês

Francisco Julião traduisit en prison, avec Miguel Arraes (pt), Le viol de foules par la propagande politique, du russe Serge Tchakhotine (A mistificação das massas pela propaganda política, publié en 1967).